# Steatoda retorta
Steatoda retorta är en spindelart som beskrevs av González 1987. Steatoda retorta ingår i släktet vaxspindlar, och familjen klotspindlar. Inga underarter finns listade i Catalogue of Life.